# Eduard Schaller
Pour les articles homonymes, voir Schaller.
Eduard Schaller, né en 1802 à Vienne et mort le 2 février 1848 dans la même ville, est un peintre d'histoire et d'église autrichien. 

## Biographie
Eduard Schaller naît à Vienne en 1802. Il est le fils du peintre d'histoire Anton Ferdinand Schaller (1773-1844), issu d'une famille d'artistes. Son oncle Johann Nepomuk Schaller (1777-1842) est sculpteur, son frère cadet Ludwig (1804-1865) devient également sculpteur.
Eduard Schaller reçoit une première formation de son père avant de fréquenter l'Académie des beaux-arts de Vienne, où il devient l'élève de Josef Redl et, à partir de 1823, de son oncle Johann Schaller. À l'académie, il se lie d'amitié avec Leopold Schulz, Heinrich Schwemminger (en), Adam Brenner (de) et Gebhard Flatz.
Après ses études, il accepte un poste de professeur de dessin dans la maison hongroise du prince von Auersperg et reste avec la famille lorsqu'elle s'installe à Prague en 1828. À Prague, il fait la connaissance de Joseph von Führich et de Leopold Pollak. Eduard Schaller reste dans la famille Auersperg jusqu'en 1831 et accompagne également la famille lors de voyages, par exemple en Italie en 1831. Il y rencontre Leopold Schulz à Rome, qu'il suit ensuite à Munich d'octobre 1832 à l'été 1836. À Munich, il poursuit ses études avec Peter von Cornelius. En 1836, il retourne dans sa Vienne natale et s'installe à Josephstadt, où il meurt d'une « dégénérescence de l'estomac » le 2 février 1848, après une maladie de deux mois.

## Œuvres
- Christus mit den Jüngern zu Emmaus. 1826
- Prinzessinnen Auersperg. Bleistiftzeichnung
- Huldigung der Ungarn vor Kaiserin Maria Theresia im Jahr 1741. Aquarell, (Wien, ÖNB)
- Abraham’s Begegnung mit den Engeln
- die Gesetzgebung auf dem Sinai
- der heilige Laurentius unter den Armen
- drei Engel von Abraham bewirthet
- Richard Löwenherz mit Blondel auf Dürenstein an der Donau
- der Graf von Habsburg einem Priester sein Pferd anbietend
- König Enzio im Kerker
- wie Leopold der Erlauchte dem auf der Jagd von einem Bären bedrohten Kaiser Otto III. einen Jagdspeer reicht
- drei Altarbilder (Madonna, heilige Anna und der heilige Wenzel) für den Fürsten v. Schwarzenberg
- Im Auftrage des Kaisers Ferdinand I schuf er ein Altargemälde für eine Missionskirche in Ägypten.
- Hochaltarbild des Hl. Wenzel für die Kirche in Neusattel, Böhmen, 1844.